# 日本製紙総合開発
日本製紙総合開発（にっぽんせいしそうごうかいはつ、英文社名 NIPPON PAPER DEVELOPMENT Co., Ltd.）は、日本製紙グループの企業。本社は東京都北区堀船1丁目1-9
主要な事業は、造園工事の設計施工や緑化工事などの緑化事業、群馬県の丸沼高原スキー場や東京・王子のサンスクエアの運営などのスポーツ・レジャー事業、保険代理店運営などの保険・リース事業、不動産売買や駐車場運営を行うテナント・不動産事業の4つ。王子木材緑化とともに製紙系造園会社の一つ。

## 沿革
- 1968年（昭和43年）8月6日 - 山陽国策産業株式会社設立。
- 1970年（昭和45年）6月 - 十條開発株式会社設立。
- 1996年（平成8年）4月 - 山陽国策産業と十條開発が合併し、エヌピー総合開発株式会社に社名変更。
- 2003年（平成15年）12月1日 - 日本製紙総合開発株式会社に社名変更。

## 関係会社
- ジーヨンサービス
- 丸沼高原リゾート